# Pralni dan
Pralni dan je dan, ko so se vsi člani meščanske družine s svojimi dnevnimi opravili in obroki prilagodili pranju perila, ki je bilo v času ročnega pranja zamudno in naporno. Pralni dan je bil pogosto ob ponedeljkih, pri družinah z zaposlenimi materami ob sobotah ali celo nedeljah. Perilo so prali v posebnih prostorih - pralnicah ali v velikih loncih za kuhanje perila na štedilniku v kuhinji. Pranje perila na kmečkem podeželju časovno ni bilo določeno. Še v devetnajstem stoletju so tam prali na splošno redkeje kot v mestih. Opravilo je bilo nekoliko olajšano z uvedbo kotlov v drugi polovici 19. stoletja, v katerih so poleg kuhanja za živino prekuhavali tudi perilo. Meščanom so prale perice iz primestnih vasi. Po uvedbi pralnega stroja je pralni dan izginil iz vsakdanjega življenja.